# Changy (Saône-et-Loire)
Changy ist eine französische Gemeinde mit 441 Einwohnern (Stand: 1. Januar 2022) im Département Saône-et-Loire in der Region Bourgogne-Franche-Comté (vor 2016 Bourgogne). Sie gehört zum Arrondissement Charolles und zum Kanton Charolles.

## Geographie
Changy liegt etwa 60 Kilometer südwestlich von Chalon-sur-Saône.
Nachbargemeinden von Changy sind Champlecy im Norden und Nordwesten, Charolles im Norden und Nordosten, Marcilly-la-Gueurce im Osten und Südosten, Dyo im Süden und Südosten, Saint-Julien-de-Civry im Süden und Südwesten sowie Lugny-lès-Charolles im Westen.

## Bevölkerungsentwicklung
| Jahr                      | 1962 | 1968 | 1975 | 1982 | 1990 | 1999 | 2006 | 2011 | 2016 |
| Einwohner                 | 418  | 393  | 385  | 385  | 389  | 410  | 435  | 444  | 462  |
| Quelle: Cassini und INSEE |      |      |      |      |      |      |      |      |      |

## Sehenswürdigkeiten
- Kirche Conversion-de-Saint-Paul aus dem 11. Jahrhundert, seit 1971 Monument historique
- Schloss Montessus aus dem 15./16. Jahrhundert, seit 2006 Monument historique

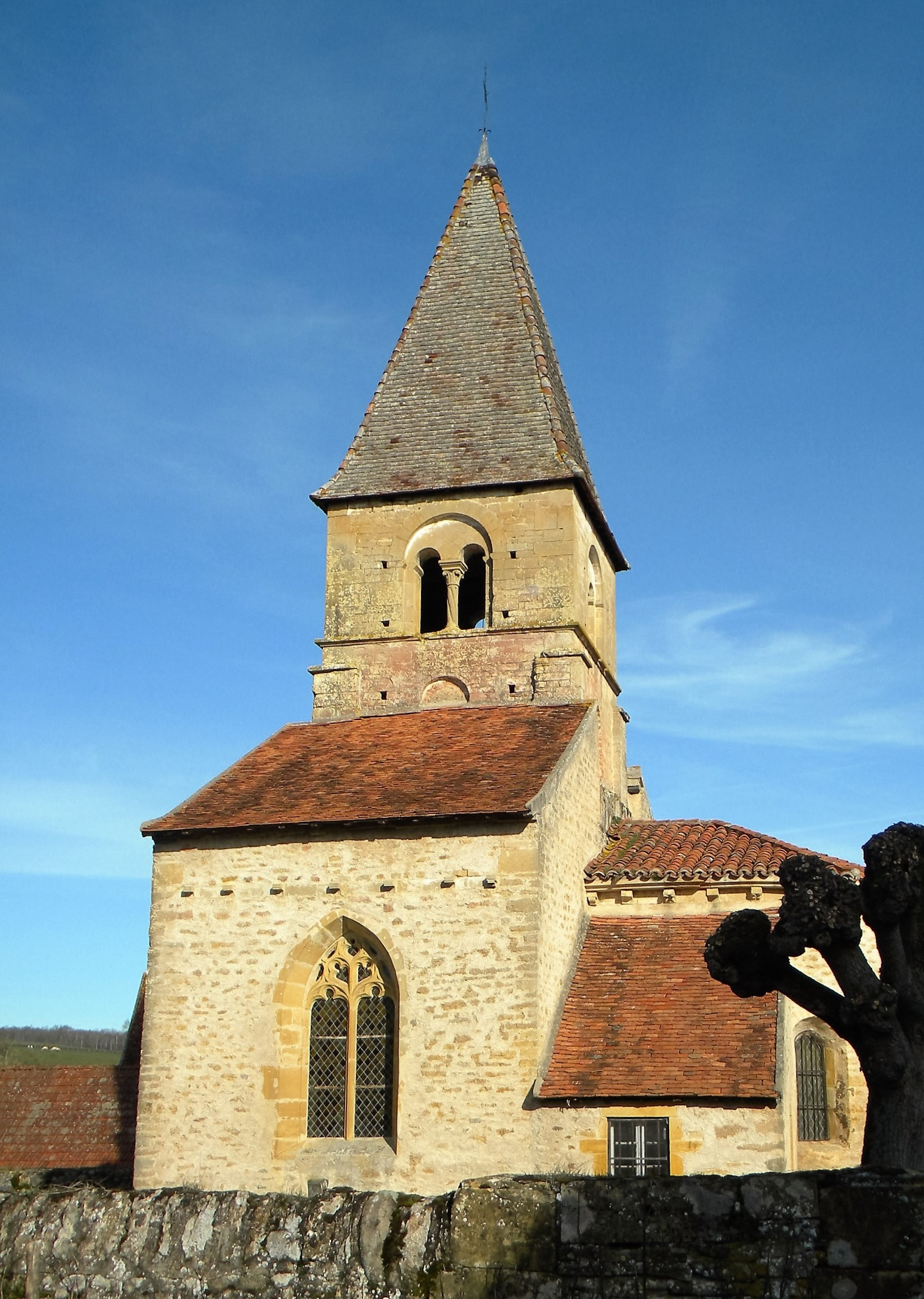
Kirche Conversion-de-Saint-Paul
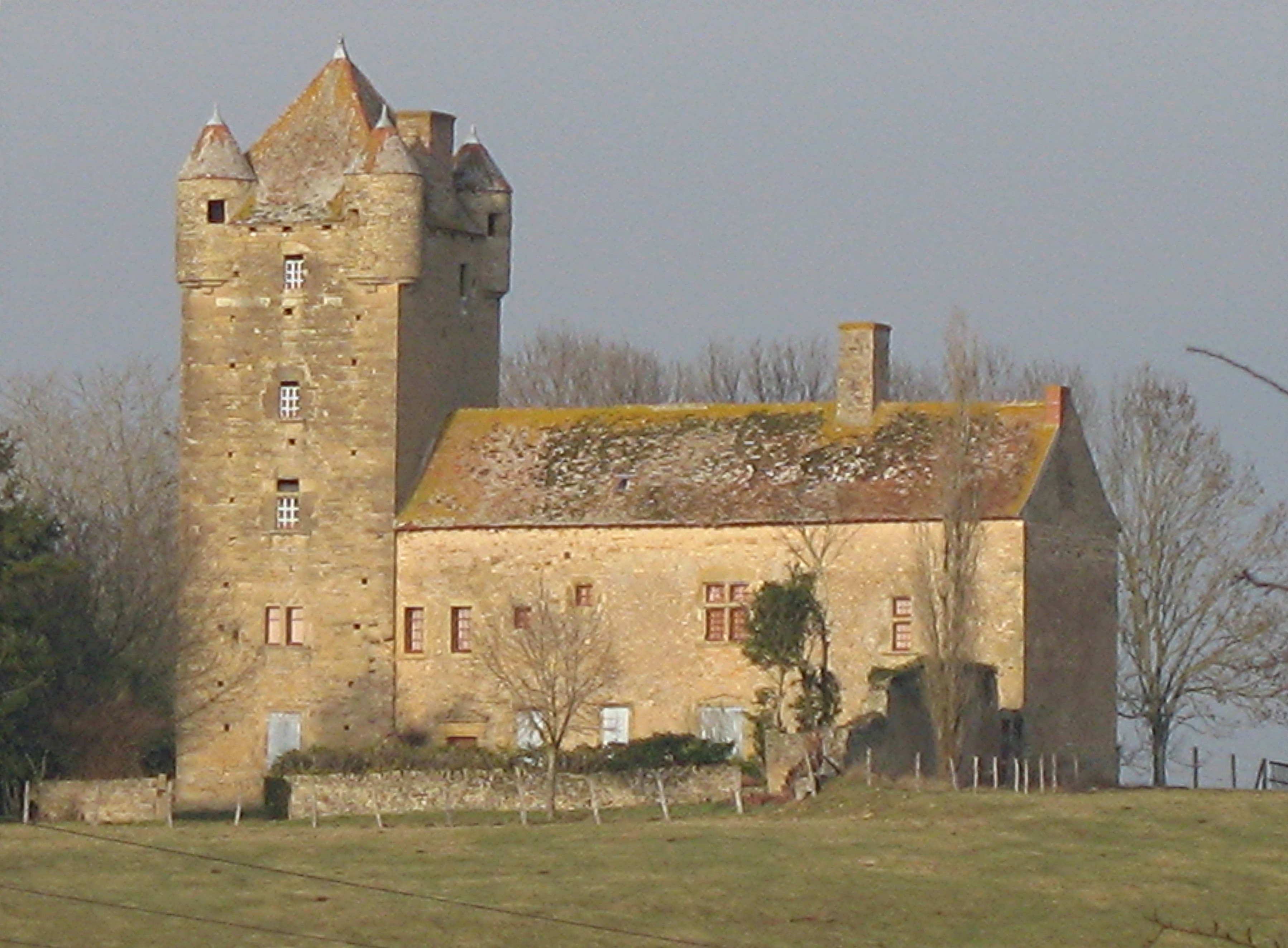
Schloss Montessus